# Trade Lake
Trade Lake è una città nella contea di Burnett, nello stato americano del Wisconsin. La popolazione era di 823 nel censimento del 2010. Le comunità prive di personalità giuridica di Four Corners e Trade Lake si trovano nella città. Anche la comunità priva di personalità giuridica di Pole Cat Crossing si trova parzialmente nella città.

## Geografia
La città di Trade Lake si trova nella contea sud-occidentale di Burnett, con la contea di Polk lungo i confini meridionali e orientali della città. I corpi idrici di Big Trade Lake e Little Trade Lake si trovano vicino al centro della città, con la comunità non incorporata di Trade Lake situata vicino all'angolo nord-est di Little Trade Lake.
Secondo lo United States Census Bureau, la città ha un'area totale di 91,9 chilometri quadri (35,5 mi²) , di cui 84,2 chilometri quadri (32,5 mi²) è terra e 7,7 chilometri quadri (3,0 mi²) , o 8,41%, è acqua.

## Società

### Evoluzione demografica
Secondo il censimento del 2000, vi erano 871 persone, 366 famiglie e 260 famiglie residenti nella città. La densità di popolazione era di 26,8 persone per miglio quadrato (10,3 / km 2 ). Vi erano 625 unità abitative con una densità media di 19,2 per miglio quadrato (7,4 / km 2 ). La composizione razziale della città era composta per il 98,28% da bianchi, per lo 0,11% da asiatici e per l'1,61% da due o più razze. Ispanici o latini erano lo 0,23% della popolazione.
Vi erano 366 famiglie, di cui il 25,1% aveva figli di età inferiore ai 18 anni che convivevano con loro, il 59,0% erano coppie sposate, e il 28,7% non erano famiglie. La dimensione media della famiglia era 2,79.
Nella città la popolazione era distribuita in questo modo: il 21,9% sotto i 18 anni, il 7,0% dai 18 ai 24 anni, il 21,9% dai 25 ai 44 anni, il 30,3% dai 45 ai 64 anni e il 18,8% dai 65 anni in su. L'età media era di 44 anni. Per ogni 100 femmine, erano presenti 116,1 maschi. Per ogni 100 femmine dai 18 anni in su, erano presenti 109,9 maschi.
Il reddito pro capite della città era di 19863 $. Circa il 5,6% delle famiglie e l'8,5% della popolazione erano al di sotto della soglia di povertà.